# Kim Bum
Kim Sang Beom, mais conhecido como Kim Bum (nascido em 7 de julho de 1989, Seul), é um ator, modelo e cantor sul-coreano. É mais conhecido por seu papel em Boys Over Flowers como So Yi-jeong. Kim Bum é um ator muito conhecido por trabalhar em diversos dramas, séries e longa-metragens. 

## Carreira
Ganhador do Netizen Popularity Award em 2008 no Korean Drama Festival, estudou na Universidade Jungang. Tendo definido sua carreira como ator ainda muito jovem, Kim Bum regularmente ia a audições e tinha aulas de atuação. No entanto, foi apenas depois que ele entrou no "Survival Star Audition" que seu esforço foi finalmente recompensado. Ele ficou em 8º, mas porque ele só tinha 17, num programa onde os atores estavam em seus 20, ele não pode prosseguir na competição. "Survival Star Audition" deu muitas oportunidades para Kim, e ele começou a receber muitos papeis em séries e dramas, e sua popularidade começou a crescer. Mesmo sendo objeto de muita fofoca em revistas e na internet, Kim Bum continuou a crescer como um ator sul-coreano, ainda firme em suas raízes.
Em 2009 Kim Bum vez o papel de So Yi-jeong um dos F4 em "Boys Over Flowers" na versão coreana do mangá "Hana Yori Dango". Em "East of Eden" Kim Bum mostrou sua ótima atuação fazendo o papel do jovem Lee Dong-chul.
Kim Bum se envolveu em seu segundo acidente de carro, por volta das 9 da noite do dia 1 de fevereiro, ele estava viajando para o set de filmagens de Boys Over Flowers em Gyeonggi-do, seu carro foi batido por outro veículo vindo de trás, enquanto seu manager estava pagando o pedágio. Os dois sofreram lesões, mas seu manager foi quem mais sofreu.
Apesar do acidente, os dois foram para o set. No entanto, mais tarde seu manager sentiu os sintomas deixados pelo acidente e teve que ser hospitalizado no Seoul Kangnam Ahn Shi. Depois da filmagem Kim Bum também começou a reclamar de dores na bacia.

## Filmografia

### Doramas
| Televisão | Televisão                                        | Televisão                                  | Televisão |
| --------- | ------------------------------------------------ | ------------------------------------------ | --------- |
| Ano       | Título                                           | Personagem                                 | Emissora  |
| 2006      | Rude Women                                       | Jeong Hyeon-jun                            | MBC       |
| 2006      | Unstoppable High Kick!                           | Kim Bum (ele mesmo)                        | MBC       |
| 2008      | East of Eden                                     | Lee Dong-cheol                             | MBC       |
| 2009      | Boys Over Flowers                                | So Yi Jung                                 | KBS2      |
| 2009      | Dream                                            | Lee Jang-seok                              | SBS       |
| 2009      | High Kick Through the Roof                       | Sobrinho de Ja-ok (participação especial)  | MBC       |
| 2010      | The Woman Who Still Wants To Marry               | Ha Min-jae                                 | MBC       |
| 2010      | Haru: An Unforgettable Day in Korea              | Fotografo                                  | Ver nota  |
| 2011      | Padam Padam: The Sound of His and Her Heartbeats | Lee Gook Soo (Anjo da guarda de Kang Chul) | jTBC      |
| 2011      | 2012                                             | High Kick: Revenge of the Short Legged     | MBC       |
| 2013      | That Winter, The Wind Blows                      | Park Jin-sung                              | SBS       |
| 2015      | Hidden Identity                                  | Cha Gun Woo                                | TVN       |
| 2016      | Mrs. Cop 2                                       | Lee Ro-Joon                                | SBS       |
| 2020      | Tale of the Nine Tailed                          | Lee Rang                                   | TVN       |
| 2021      | Law School                                       | Han Joon-Hwi                               | JTBC      |
| 2022      | Ghost Doctor                                     | Go Seung Tak                               | TVN       |

### Filmes
| Filmes | Filmes        | Filmes                        | Filmes |
| ------ | ------------- | ----------------------------- | ------ |
| Ano    | Título        | Personagem                    |        |
| 2007   | Hellcats      | Lee Ho-jae                    |        |
| 2008   | Death Bell    | Kang Hyeon                    |        |
| 2008   | I Like It Hot | Lee Ho-jae                    |        |
| 2009   | Flight        | Si-beom                       |        |
| 2012   | Miracle       | Joon (garoto novo misterioso) |        |

## Singles
- Intro (For Eve’s Lovers)
- 성탄 전야(이브)의 하늘 / "Christmas Eve’s Sky"
- 지금, 만나러 갑니다 / "I’m Going To Meet Her Now"
- 지금, 만나러 갑니다 (한국어판) / "I’m Going To Meet Her Now" (em coreano)
- 성탄 전야(이브)의 하늘 (Instrumental) / "Christmas Eve’s Sky"
- 지금, 만나러 갑니다 (Instrumental) / "I’m Going To meet Her Now"